# Chaleur-Bucht
Die Chaleur-Bucht (französisch Baie des Chaleurs; englisch Chaleur Bay) ist ein Seitenarm des Sankt-Lorenz-Golfs, der zugleich die Grenze der kanadischen Provinzen Québec und New Brunswick bildet.
Die Bucht verfügt über eine mäandernde V-Form, die 120 km lang und bei ihrer östlichen Mündung in den Sankt-Lorenz-Golf 25 km breit ist, wo sie auch Gaspésie und die Akadische Halbinsel voneinander trennt. Beide Halbinseln sind die äußersten Ausläufer der Appalachen im Norden.

## Geografie
An ihrem Anfang befindet sich die Mündung des Restigouche bei Dalhousie, New Brunswick. Der Restigouche bildet bei den Städten Campbellton und Pointe-à-la Croix in weiteren 20 km Entfernung einen Süßwasser führenden Küstensee, in den seine Trichtermündung mit vielen großen Mündungsinseln bei der Ortschaft Tide Head strömt. Tide Head, übersetzt „Gezeitenkopf“, ist zugleich das Ende des Tideneinflusses und somit ist der Fluss Restigouche nur bei Fluthöchststand schiffbar.
Die Baie des Chaleur bietet die wärmsten Verhältnisse eines Gewässers nördlich des US-Bundesstaates Virginia und ist im Sommer mit ihren unzähligen Buchten und warmen Sandstränden ein gefragtes Naherholungsgebiet. Zudem bietet sie mit der Eel River Bar die zweitlängste Sandbank der Welt. Das Aufeinandertreffen von Süß- und Salzwasser bietet eine artenreiche Biosphäre, deren Vogelwelt vielfältig und deren Fischreichtum einzigartig sind. Höhepunkt ist zweifellos der prominente Lachsfluss Restigouche, aber kontinental weit bekannt sind auch die hervorragenden Hummer (Lobster)- und Kammmuschel (Scallop)-Bestände. Die heute Mi’kmaq, Englisch und Französisch sprechenden Bewohner der Bucht sind nicht umsonst Mitglied im Club: Most beautiful bays of the world.

## Geschichte
Taufpate der Chaleur-Bucht war ihr zweiter europäischer Entdecker, der Franzose Jacques Cartier. Der Name Baie des Chaleurs bedeutet so viel wie „warme und trockene Bucht“. Für die Ureinwohner vom Algonkin-Volk der Mi’kmaq heißt sie heute noch einfach nur – Große Bucht – Mowebaktabaak.
In der isländischen Saga von Erik dem Roten wird ein erster europäischer Entdecker der Bucht erwähnt. Der Isländer Thorfinn Karlsefni kam im Jahr 1010 mit seinen drei Schiffen und gründete im Sankt-Lorenz-Golf die Siedlung Hóp. Die geographischen, klimatischen Berichte und die Ortsbeschreibungen in der Saga treffen auf die Baie des Chaleurs zu. Auch hatte Karlsefni Kontakt zu den Skraelingern, wahrscheinlich den Mi’kmaq mit ihren Kanuflottillen. Erzählt wird von einem anfänglichen Tauschhandel mit Pelzen, der im dritten Jahr kriegerisch endete. Die Normannen zogen im vierten Jahr mit Schiffsbäuchen voll von Gütern des Weinlandes ab und kamen nur noch sporadisch vorbei.
Es gibt heute an der Nordseite der Bucht eine Ortschaft und Gemeinde mit dem Namen Hope (engl. Hoffnung).
Ein ähnliches Szenario spielte sich auf der ersten Entdeckungsfahrt Cartiers am 6. Juli 1534 ab. Es kam hierbei zum ersten Aufeinandertreffen der Mitteleuropäer mit den Mi’kmaq, den Ureinwohnern der Ostküste. Die zwei Schiffe des Franzosen ankerten an der Mündung des Restigouche, als 50 Kanus mit Mi'kmaqs um die Schiffe ruderten und mit Biberfellen winkten. Jaques Cartier hatte dabei ein ungutes Gefühl, wurde schließlich nervös und ließ in die Luft schießen. Die Indianer erschraken und ruderten panisch davon.
Die Mi’kmaq-Biberpelze kreierten in Frankreich gegen Ende des 16. Jahrhunderts eine neue Hutmode, der Preis für Biberfelle stieg. Von nun ab waren die Mi’kmaq 150 Jahre in Kriege zwischen den Engländern und Franzosen verwickelt, in denen sie stets auf der Seite Frankreichs kämpften. Zugunsten Englands verlief das Gefecht auf dem Restigouche-Fluss, was den Durchbruch an der Vormachtstellung der Briten in Nordamerika am 8. Juli 1760 im Siebenjährigen Krieg darstellt.